# Stephen Gethins
Stephen Gethins, né le 28 mars 1976 à Glasgow (Écosse), est un homme politique britannique, membre du Parti national écossais (SNP) et député de la circonscription de Fife Nord-Est à la Chambre des communes du Royaume-Uni de 2015 à 2019. Il est réélu en 2024.

## Jeunesse et formation
Gethins est né à Glasgow et grandit à Perth. Il fait ses études à l'Académie de Perth. Il obtient un baccalauréat en droit de l'université de Dundee en 1998, avec une spécialisation en droit international public. Il est également titulaire d'une maîtrise en recherche de l'université du Kent. Il travaille dans le secteur des ONG spécialisé dans la consolidation de la paix, la maîtrise des armements et la démocratie dans les régions du Caucase et des Balkans. Il travaille avec l'ONG Links à Tbilissi en se concentrant sur les conflits entourant les entités séparatistes du Caucase du Sud telles que l'Ossétie du Sud, l'Abkhazie et le Haut-Karabagh. Il travaille également pour Saferworld sur la maîtrise des armements, la consolidation de la paix et la démocratisation dans l'ex- Union soviétique et dans les Balkans.

## Carrière politique
Gethins est nommé conseiller spécial du premier ministre de l'Écosse, Alex Salmond, sur les affaires européennes et internationales ainsi que sur les affaires rurales, l'énergie et le changement climatique  et conseille ensuite Nicola Sturgeon. Il est conseiller politique au Comité des régions de l'Union européenne, poste qui l'amène à travailler avec les autorités locales de toute l'Europe. Il travaille également chez Scotland Europa .
Il figure sur la liste des candidats du SNP pour les six sièges écossais aux élections du Parlement européen de 2014  bien que seuls les deux premiers candidats du SNP aient été élus.
En février 2015, il est choisi par les membres du parti local pour se présenter aux élections générales de 2015 dans la circonscription de North East Fife. Il remporte 18523 voix (une part de 40,9% du vote) avec une majorité de 4344 voix sur le candidat libéral démocrate, Tim Brett, qui voulait succéder au sortant et ancien chef du parti, Menzies Campbell ,. En mai 2015, il est porte-parole du SNP sur l'Europe à Westminster . En juillet, il est nommé membre du Comité des affaires étrangères de la Chambre des communes, le premier candidat du SNP à remporter le siège.
Aux élections générales de 2017, Gethins est réélu de justesse comme député de North East Fife. Il obtient 13 743 voix, ce qui lui donne une très faible majorité de seulement deux voix sur les libéraux démocrates; la troisième plus petite majorité conjointe de l'histoire politique britannique. Cela est confirmé après trois recomptages . Après l'élection, Gethins est promu dans l'équipe du SNP de Ian Blackford comme porte-parole du parti pour les affaires internationales et l'Europe ,.
Malgré l'augmentation de sa part des voix, il a perd son siège à l'élection générale de 2019 au profit de la candidate libérale démocrate, Wendy Chamberlain , qui gagne par une majorité de 1316 voix . Cela fait de lui le seul député du SNP à perdre son siège aux élections générales cette année-là.
En juillet 2020, Gethins est annoncé à la présidence de "eu + moi", une campagne pour une relation étroite entre l'Écosse et l'UE après le Brexit .